# Piilijärvi (meer)
Piilajärvi is een meer in Zweden. Het meer ligt in de gemeente Kiruna in de provincie Norrbottens län op 380 meter boven zeeniveau in een gebied met veel moeras. De oppervlakte van het meer is ongeveer 1 km², maar is door het omringende moeras niet precies bepaald. Er ligt een dorp aan het meer met dezelfde naam Piilijärvi.